# Can Garriga (Cabanelles)
Can Garriga és una masia del municipi de Cabanelles (Alt Empordà) inclosa en l'Inventari del Patrimoni Arquitectònic de Catalunya.

## Descripció
Situada al sud del nucli urbà de la població de Cabanelles, prop del límit comarcal amb el Pla de l'Estany, amb accés des de la carretera GIP-5121.
Masia rehabilitada de planta més o menys rectangular format per dos cossos adossats, amb les cobertes de teula d'una i dues vessants, i distribuït en planta baixa i pis. Presenta un petit cos adossat a l'extrem de llevant de la façana principal, cobert per una terrassa al nivell del pis. A la planta baixa hi ha un porxo obert per una gran arcada de mig punt, bastida amb lloses de pedra. La façana principal, orientada a migdia, presenta un portal d'accés rectangular amb els brancals bastits amb carreus de pedra ben desbastats i la llinda plana monolítica. A l'extrem de ponent del parament hi ha un arc de mig punt bastit en pedra desbastada, amb una de les impostes motllurada. Dona accés a l'actual garatge de la casa. Les obertures del pis corresponen a finestres rectangulars amb els brancals bastits amb carreus de pedra i les llindes planes. Algunes d'elles presenten els ampits motllurats. La resta d'obertures de l'edifici són rectangulars i tenen els emmarcaments de pedra, amb l'excepció de les tres finestres obertes a la façana de ponent. A la façana de llevant hi ha adossada una estructura circular, amb coberta d'un sol vessant, que podria correspondre a l'antic pou o forn.
La construcció, completament rehabilitada, és bastida en pedra desbastada de diverses mides, disposada irregularment i lligada amb morter.l

## Història
Segons el Pla Especial d'identificació i regulació de masies i cases rurals de l'ajuntament de Cabanelles Can Garriga és una edificació del segle xix, encara que presenta ampliacions posteriors i reformes a partir de l'any 1984.